# A tanulás új dimenziói: online felnőttképzés a 21. században
A digitális felnőttképzés a 21. század egyik legfontosabb oktatási trendje, amely az élet minden területén átalakítja a tanulási folyamatokat. Az online tanulási platformok és a digitális eszközök elterjedésével a felnőttek számára korábban elképzelhetetlen lehetőségek nyíltak a folyamatos tanulásra és fejlődésre. A digitális felnőttképzés az online tanulási platformok és digitális eszközök felhasználásával történő oktatási folyamat, amely a felnőttek képzésére és készségfejlesztésére irányul. Az internet és a modern technológiák fejlődése forradalmasította a felnőttoktatást, lehetőséget biztosítva a tanulók számára, hogy bárhol és bármikor hozzáférjenek a tananyaghoz.

## Az online felnőttképzés előnyei
Az online felnőttképzés számos előnnyel jár a hagyományos képzési formákhoz képest:
- Rugalmasság: A tanulók saját tempójukban, saját idejükben és saját helyükön tanulhatnak, ami összeegyeztethető a munka, a család és egyéb elfoglaltságok mellett. Ez különösen előnyös azok számára, akiknek nehezen illeszthető a hagyományos képzési időpontokhoz.
- Hozzáférhetőség: A földrajzi távolság és a fizikai akadályok megszűnnek, így bárki számára elérhetővé válik a magas színvonalú oktatás. Ez lehetővé teszi, hogy olyan emberek is tanulhassanak, akiknek korábban nem volt hozzáférésük hagyományos oktatási intézményekhez.
- Személyre szabhatóság: Az online tananyagok és feladatok az egyes tanulók egyéni igényeihez és tudásszintjéhez igazíthatók, ami hatékonyabbá teszi a tanulási folyamatot. Az adaptív tanulási rendszerek segítségével a tanulók olyan anyagokat kapnak, amelyekre éppen szükségük van.
- Interaktivitás: A különböző multimédiaelemek (videók, szimulációk, fórumok) segítségével élénkebb és hatékonyabb a tanulási folyamat. Az interaktív elemek lehetővé teszik, hogy a tanulók aktívan részt vegyenek a tanulásban, és mélyebben megértsék az anyagot.
- Költséghatékonyság: Az online oktatás sok esetben olcsóbb, mint a hagyományos képzések, mivel nincsenek helyiségköltségek, utazás és egyéb járulékos kiadások. Ez különösen vonzó lehet azok számára, akik szűkös költségvetéssel rendelkeznek.
- Nagyobb választék: Az online tanfolyamok széles választéka elérhető, így a tanulók könnyen találhatnak olyan témákat, amelyek érdeklik őket.

## Az online tanulási platformok és eszközök
Az online tanulási platformok (pl. Moodle, Canvas, Blackboard) és eszközök (pl. videókonferencia szoftverek, felhő alapú tárolók) széles skálája áll rendelkezésre. Ezek a rendszerek lehetővé teszik a tananyagok, feladatok és értékelések online elérését, valamint a tanár-tanuló és a tanulók közötti kommunikációt.

### Online tanulási platformok
A digitális felnőttképzés középpontjában az online tanulási platformok állnak, amelyek közül néhány globálisan elismert:
- Coursera és edX: Felsőoktatási intézmények kurzusait kínálják.
- Udemy és Skillshare: Gyakorlati készségek fejlesztésére koncentrálnak.
- LinkedIn Learning: Üzleti és szakmai készségekre specializálódott.
- Duolingo: Nyelvtanuláshoz biztosít innovatív, játékos platformot.
- TanfolyamGURU: Számos online felnőttképzést kínál magyarul.

## A digitális felnőttképzés kihívásai és lehetőségei
Bár az online felnőttképzés számos előnnyel jár, számos kihívással is szembesül:
- Digitális írástudás: Az online tanuláshoz elengedhetetlen a digitális eszközök megfelelő használata.
- Motiváció: Az önálló tanuláshoz nagyobb önfegyelem és motiváció szükséges, mint a hagyományos oktatásban.
- Társadalmi interakció: Az online tanulásban hiányozhat a személyes interakció és a közösségi élmény.
- Egyenlőtlen hozzáférés: Nem mindenki rendelkezik megfelelő internetkapcsolattal és eszközökkel, ami korlátozhatja az online tanulási lehetőségeket.

Ugyanakkor a digitális felnőttképzés számos lehetőséget is rejt magában:
- Életpálya-fejlesztés: Az online tanfolyamok segítségével a felnőttek könnyen fejleszthetik szakmai tudásukat és készségeiket.
- Személyes fejlődés: Az online tanulás lehetőséget nyújt arra, hogy új érdeklődési köröket fedezzenek fel és új hobbikat sajátítsanak el.
- Közösségépítés: Az online tanulási platformok lehetőséget nyújtanak arra, hogy a tanulók kapcsolatba lépjenek egymással és közösségeket alakítsanak.

## A jövő
A digitális felnőttképzés a jövőben is egyre nagyobb szerepet fog játszani. Az új technológiák, mint például a mesterséges intelligencia, a virtuális valóság és a blokklánc technológia újabb lehetőségeket nyitnak a tanulás személyre szabására és hatékonyabbá tételére. A digitális felnőttképzésnek köszönhetően a tanulási lehetőségek korlátlanok lesznek, és bárki számára elérhetővé válik a folyamatos fejlődés.

## További információ
- TanfolyamGURU - Felnőttképzések széles választékban
- A magyar felnőttképzés rendszere
- TanfolyamOKJ.hu
- Felnőttképzés információk